# Sakae-ku
Ne doit pas être confondu avec Sakae (Nagoya).
Sakae (栄区, Sakae-ku) est l'un des dix-huit arrondissements de la ville de Yokohama au Japon. Il est situé au sud de la ville.
En 2016, sa population est de 121 986 habitants pour une superficie de 18,52 km2, ce qui fait une densité de population de 6 590 hab./km2.

## Transport publics
L'arrondissement est desservi par la ligne Negishi de la compagnie JR East.